# Макмиллан, Джордан
Джо́рдан Макми́ллан (англ. Jordan McMillan; род. 16 октября 1988, Глазго) — шотландский футболист. Макмиллан с одинаковым успехом может играть на позициях опорного полузащитника и центрального защитника.
Был дисквалифицирован на два года после того, как в декабре 2014 года его допинг-проба показала следы кокаина.

## Клубная карьера
Макмиллан родился 16 октября 1988 года в крупнейшем городе Шотландии — Глазго.
Джордан является воспитанником клуба «Рейнджерс», в Академию которого он поступил в 2003 году. 14 февраля 2007 года Макмиллан подписал с «джерс» свой первый профессиональный контракт.
Не сумев пробиться в первый состав глазговцев, 7 января 2009 года Джордан был отдан по арендному соглашению до конца сезона в клуб «Гамильтон». 10 января защитник дебютировал в составе «Академикал» в поединке четвёртого раунда Кубка Шотландии против «Росс Каунти». Всего за «Гамильтон» Макмиллан провёл пять матчей.
Вернувшись в Глазго, Джордан вновь оказался на скамейке запасных. Тем не менее 27 октября он всё же дебютировал в родном клубе, проведя все 90 минут матча Кубка шотландской лиги «Данди» — «Рейнджерс».
30 ноября 2009 года Макмиллан был отправлен в очередную аренду — новой временной командой защитника стал «Куин оф зе Саут». На следующий день Джордан впервые вышел на поле в официальном матче дамфриского коллектива. Соперником «Куин оф зе Саут» в этот день был клуб «Данфермлин Атлетик». Полугодичная аренда Макмиллана была успешной — он стал игроком стартового состава «Королевы юга», сыграв в общей сложности 16 поединков.
В июле 2010 года Джордан на два года пролонгировал с «джерс» соглашение о сотрудничестве. 7 декабря Макмиллан дебютировал в еврокубковых турнирах, выйдя на замену вместо Даррена Коула в поединке Лиги чемпионов, в котором «Рейнджерс» встречались с турецким «Бурсаспором».
1 февраля 2011 года Джордан на правах аренды до конца сезона 2010/11 перебрался в английский клуб «Рексем». 15 февраля Макмиллан впервые вышел на поле в составе «малиновок» — соперником его команды в тот день был «Кроли Таун».
Так и не сумев пробиться в основной состав «Рейнджерс», Джордан 31 января 2012 года на постоянной основе перешёл в клуб «Даенфермлин Атлетик». 7 февраля того же года Макмиллан впервые защищал цвета «парс» в официальной встрече, отыграв полный матч перенесённого 18-го тура первенства страны против «Килмарнока». 21 апреля Джордан забил свой первый гол в профессиональной карьере, поразив ворота «Сент-Миррена».

### Клубная статистика
| Клуб                          | Сезон                         | Чемпионат | Чемпионат | Кубок | Кубок | Кубок Лиги | Кубок Лиги | Кубок вызова | Кубок вызова | Еврокубки | Еврокубки | Итого | Итого |
| Клуб                          | Сезон                         | Игры      | Голы      | Игры  | Голы  | Игры       | Голы       | Игры         | Голы         | Игры      | Голы      | Игры  | Голы  |
| ----------------------------- | ----------------------------- | --------- | --------- | ----- | ----- | ---------- | ---------- | ------------ | ------------ | --------- | --------- | ----- | ----- |
| Гамильтон                     | 2008/09                       | 4         | 0         | 1     | 0     | —          | —          | —            | —            | —         | —         | 5     | 0     |
| Всего за «Гамильтон»          | Всего за «Гамильтон»          | 4         | 0         | 1     | 0     | 0          | 0          | 0            | 0            | 0         | 0         | 5     | 0     |
| Рейнджерс                     | 2009/10                       | —         | —         | —     | —     | 1          | 0          | —            | —            | —         | —         | 1     | 0     |
| Рейнджерс                     | 2010/11                       | —         | —         | —     | —     | —          | —          | —            | —            | 1         | 0         | 1     | 0     |
| Рейнджерс                     | 2011/12                       | 2         | 0         | 1     | 0     | —          | —          | —            | —            | —         | —         | 3     | 0     |
| Всего за «Рейнджерс»          | Всего за «Рейнджерс»          | 2         | 0         | 1     | 0     | 1          | 0          | 0            | 0            | 1         | 0         | 5     | 0     |
| Куин оф зе Саут               | 2009/10                       | 16        | 0         | —     | —     | —          | —          | —            | —            | —         | —         | 16    | 0     |
| Всего за «Куин оф зе Саут»    | Всего за «Куин оф зе Саут»    | 16        | 0         | 0     | 0     | 0          | 0          | 0            | 0            | 0         | 0         | 16    | 0     |
| Рексем                        | 2010/11                       | 5         | 0         | —     | —     | —          | —          | —            | —            | —         | —         | 5     | 0     |
| Всего за «Рексем»             | Всего за «Рексем»             | 5         | 0         | 0     | 0     | 0          | 0          | 0            | 0            | 0         | 0         | 5     | 0     |
| Данфермлин Атлетик            | 2011/12                       | 11        | 1         | —     | —     | —          | —          | —            | —            | —         | —         | 11    | 1     |
| Данфермлин Атлетик            | 2012/13                       | 27        | 1         | 2     | 0     | 2          | 0          | 1            | 0            | —         | —         | 32    | 1     |
| Всего за «Данфермлин Атлетик» | Всего за «Данфермлин Атлетик» | 38        | 2         | 2     | 0     | 2          | 0          | 1            | 0            | 0         | 0         | 43    | 2     |
| Партик Тисл                   | 2012/13                       | 1         | 0         | —     | —     | —          | —          | —            | —            | —         | —         | 1     | 0     |
| Всего за «Партик Тисл»        | Всего за «Партик Тисл»        | 1         | 0         | 0     | 0     | 0          | 0          | 0            | 0            | 0         | 0         | 1     | 0     |
| Всего за карьеру              | Всего за карьеру              | 66        | 2         | 4     | 0     | 3          | 0          | 1            | 0            | 1         | 0         | 75    | 2     |

(откорректировано по состоянию на 2 апреля 2013)

## Достижения
«Рейнджерс»
- Обладатель Кубка шотландской лиги: 2009/10

## Личная жизнь
В 2003 году Макмиллан стал главным героем второй серии документального сериала «Blue Heaven», рассказывающего о молодых перспективных футболистах глазговского клуба «Рейнджерс». Фильм был снят, а затем показан британской телерадиокомпанией BBC.